# Schottisches Englisch
Mit dem Begriff schottisches Englisch wird die englische Standardsprache bezeichnet, wie sie in Schottland als Amts- und Bildungssprache verwendet wird. Diese ist deutlich von Schottisch-Gälisch (der keltischen Sprache der Highlands und der Inseln), doch auch von dem schottisch-englischen Dialekt Scots abzugrenzen.
Das schottische Englisch unterscheidet sich vom Englischen Englands vor allem durch seine Aussprache, z. B. eine fehlende Unterscheidung zwischen langen und kurzen Vokalen. Schottisches Englisch ist rhotisch. Das /r/ wird auch vor Konsonant und am Wortende artikuliert, wie im amerikanischen Englisch, während es im britischen Standardenglisch vokalisiert oder gar nicht gesprochen wird. Ferner gibt es auch Unterschiede zum britischen Standardenglisch im Satzbau und ein für schottisches Englisch spezifisches Vokabular, z. B. Entlehnungen aus dem Gälischen.

## Klassifikation
Zusammen mit anderen nationalen Varianten des Englischen, wie etwa das amerikanische Englisch, das irische Englisch oder das neuseeländische Englisch, wird das schottische Englisch als Varietät der englischen Sprache bezeichnet. Das schottische Englisch zählt zu den Varietäten des Englischen, die in der Regel die Muttersprache ihrer Sprecher sind. Andere Varietäten, wie etwa das indische Englisch, sind zwar offizielle Sprachen ihres Landes und kommen in Verwaltung und im Bildungsbereich zum Einsatz, sind aber häufig die Zweitsprachen der meisten Sprecher.

## Geschichte
Vor der Besiedlung Großbritanniens durch die Angelsachsen war Schottland vor allem von Kelten bewohnt. Die Ursprünge des Englischen in Schottland gehen auf das 7. Jahrhundert n. Chr. zurück, als Angeln, Sachsen und Jüten vom europäischen Festland nach England übersetzten und Teile Englands eroberten. Das von den Angeln gegründete Königreich Nordhumbrien reichte mit seinem Einfluss bis in die heutigen schottischen Lowlands. Um 1200 wanderten zunehmend englischsprechende Siedler aus dem Norden Englands nach Schottland ein, woraus sich eine Varietät des Englischen mit keltischen und altnordischen Einflüssen, das Scots, herausbildete. (Durch die dänische Besiedlung Nordostenglands finden sich in Scots ebenso wie in nordenglischen Dialekten mehr altnordische Einflüsse als im Standardenglisch.) Das Scots etablierte sich in Schottland als literarische Sprache und seit 1398 auch als Sprache des Parlaments. Scots behielt seinen Status als Standardsprache Schottlands bis etwa ins 18. Jahrhundert. Mit der Vereinigung der Königreiche Schottland und England 1707 nahm der Einfluss der englischen Sprache wieder zu, worauf sich ein schottisches Englisch mit eigener regionaler Aussprache und Wortschatz herausbildete, das das Scots allmählich verdrängte.

## Regionale und soziale Variation

### Abgrenzung zum Scots
Neben dem schottischen Standardenglisch wird in Schottland noch eine weitere Varietät des Englischen, das Scots, gesprochen. Die Abgrenzung zwischen schottischem Standardenglisch und Scots ist nicht einfach zu ziehen. Vielmehr handelt es sich um einen fließenden Übergang von sehr nah an der offiziellen Aussprache orientiertem Standardenglisch über ein eher breites schottisches Englisch bis hin zu Scots. Abhängig von sozialem und regionalen Hintergrund und Kontext verwenden schottische Sprecher des Englischen entweder eher die eine oder eher die andere Variante auf diesem Kontinuum. Aus diesem Grund wird in mancher Literatur das Scots als eine Spielart des schottischen Englisch betrachtet und gemeinsam mit schottischem Standardenglisch als „schottisches Englisch“ beschrieben. In anderer Literatur wird jedoch eine Unterscheidung zwischen schottischem Standardenglisch und Scots gemacht.

### Soziolinguistische Situation
Prinzipiell kann man eine Korrelation zwischen der Verwendung von Scots oder ausgeprägt breitem schottischen Englisch und sozialem Status beobachten. Vertreter der Arbeiterklasse tendieren eher dazu, Scots oder ausgeprägt schottisches Englisch zu sprechen, dessen Vokabular und Aussprache näher am Scots liegt. Vertreter der Mittel- und Oberschicht hingegen, speziell Akademiker wie etwa Rechtsanwälte, verwenden eine Variante, die auch als Educated Standard Scottish English bezeichnet wird und deren Aussprache und Vokabular weniger stark vom britischen Standardenglisch abweicht. Ein kleiner Teil der Oberschicht, darunter Vertreter des schottischen Hochadels und die königliche Familie, sind durch englische Public Schools sozialisiert und verwenden ausschließlich die offizielle Aussprache des Englischen.
Bis vor kurzem wurde die offizielle Aussprache des Englischen auch als Standard in den schottischen akustischen Medien wie Radio und Fernsehen verwendet. Sie macht in letzter Zeit aber dem Educated Standard Scottish English Platz, das nun von Moderatoren und Sprechern bevorzugt wird. Breiteres schottisches Englisch findet man in den Medien dagegen nur in Interviews oder in Zuhöreranrufen.
Speziell Angehörige der Mittelschicht, die ggf. im häuslichen Umfeld noch ein breiteres schottisches Englisch pflegen, aber in der Schule Educated Standard Scottish English gelernt haben, sind auch in der Lage, zwischen verschiedenen Varianten je nach Kontext und Gesprächspartner zu wechseln. So wurde z. B. beobachtet, dass solche Sprecher sich anpassen, wenn sie mit englischen Gesprächspartnern zu tun haben.

## Phonetik und Phonologie

### Vergleich zur Standardaussprache Englands
In der Aussprache grenzt sich schottisches Englisch von der Received Pronunciation (RP, die Standardaussprache Englands) durch folgende Merkmale ab, die teilweise auch in Nordengland und in anderen Varianten des Englischen vorkommen:
Die auffälligste Unterscheidung ist im Vokalsystem. Das schottische Englisch kennt im Gegensatz zur Received Pronunciation keine Unterscheidung zwischen Kurz- und Langvokalen, sondern alle Vokale haben dieselbe Länge. So wird z. B. zwischen /u/ und /uː/ nicht unterschieden. Damit sind pull und pool Homophone und werden beide etwa so ausgesprochen wie pull in der Received Pronunciation. Dennoch sind die schottisch-englischen Vokale nicht notwendig kurz, sondern die Länge variiert nach der Scottish Vowel Length Rule. Diese Regel besagt, dass Vokale vor den Konsonanten /v/, /ð/, /z/ und /r/ und am Anfang des Wortes länger sind.
Die Aussprache Schottlands erhält auch einige Merkmale der englischen Sprache die anderswo bereits verloren gegangen sind. Wie im folgenden zu sehen ist, hat das Schottische die Zentralisierung der Kurzvokale /ɪ/, /ʌ/ und /ɛ/ vor /r/ nicht mitgemacht und den Vokal /ɝ/ bzw. /ɜː/ nie entwickelt. Das Irische Englisch ist auf diesem Gebiet ähnlich konservativ.
|       | Aussprache Schottland | Aussprache England |
| word  | /wʌrd/                | /wɜːd/             |
| serve | /sɛrv/                | /sɜːv/             |
| firm  | /fɪrm/                | /fɜːm/             |

Ferner hat das schottische Englisch noch die langen Vokale /oː/ und /eː/, die im Englischen schon in der Tudor-Zeit diphthongisiert wurden. So werden boat und bait etwa so gesprochen wie Deutsch Boot und Beet.
Man vergleiche:
| RP Englisch           | stone | stəʊn |
| Schottisches Englisch | stone | stoːn |
| Scots                 | stane | steːn |
| Schottisch-Gälisch    | clach | khlax |

Bei den Konsonanten ist die Übereinstimmung zwischen schottischem Standardenglisch und Received Pronunciation größer, aber auffällig ist die Aussprache des <r>: Während in der Received Pronunciation <r> lediglich vor Vokalen ausgesprochen wird, aber sonst stumm bleibt, <r> wird im schottischen Englisch immer dort ausgesprochen, wo es geschrieben wird. Schottisches Englisch ist also „rhotic“, wie auch amerikanisches Englisch, doch postvokalisches <r> wirkt in Schottland noch prominenter als in Amerika, da es oft als alveolares Zungenspitzen-r realisiert wird. Ferner wird im schottischen Englisch bei der Aussprache zwischen <w> und <wh> unterschieden. Deshalb sind im schottischen Englisch Wales und whales sowie wear und where Minimalpaare, d. h. die ersten Laute dieser Worte sind eigene Phoneme: /w/ und /ʍ/.

### Konsonanten
|                        | bilabial | bilabial | labio- dental | labio- dental | dental | dental | alveolar | alveolar | post- alveolar | post- alveolar | retroflex | retroflex | palatal | palatal | velar | velar | uvular | uvular | pha- ryngal | pha- ryngal | glottal | glottal |
| ---------------------- | -------- | -------- | ------------- | ------------- | ------ | ------ | -------- | -------- | -------------- | -------------- | --------- | --------- | ------- | ------- | ----- | ----- | ------ | ------ | ----------- | ----------- | ------- | ------- |
| stl.                   | sth.     | stl.     | sth.          | stl.          | sth.   | stl.   | sth.     | stl.     | sth.           | stl.           | sth.      | stl.      | sth.    | stl.    | sth.  | stl.  | sth.   | stl.   | sth.        | stl.        | sth.    |         |
| Plosive                | p        | b        |               |               |        |        | t        | d        |                |                |           |           |         |         | k     | g     |        |        |             |             | ʔ       |         |
| Nasale                 |          | m        |               |               |        |        |          | n        |                |                |           |           |         |         |       | ŋ     |        |        |             |             |         |         |
| Vibranten              |          |          |               |               |        |        |          | r        |                |                |           |           |         |         |       |       |        |        |             |             |         |         |
| Taps/Flaps             |          |          |               |               |        |        |          | ɾ        |                |                |           | ɽ         |         |         |       |       |        |        |             |             |         |         |
| Frikative              |          |          | f             | v             | θ      | ð      | s        | z        | ʃ              | ʒ              |           |           |         |         | x     |       |        |        |             |             | h       |         |
| Affrikate              |          |          |               |               |        |        |          |          | t͡ʃ             | d͡ʒ             |           |           |         |         |       |       |        |        |             |             |         |         |
| Approximanten          |          |          |               |               |        |        |          | ɹ        |                |                |           | ɻ         |         | j       |       |       |        |        |             |             |         |         |
| laterale Approximanten |          |          |               |               |        |        |          | l        |                |                |           |           |         |         |       |       |        |        |             |             |         |         |

Anmerkungen:
- Vor allem für das schottische Englisch in Glasgow und auch urbanes Scots ist typisch, dass [t] in Wortmitte oder am Wortende durch den Glottal Stop [ʔ] ersetzt wird.
- Der velare Frikativ /x/ (ähnlich ausgesprochen wie <ch> im deutschen Dach) wird in einigen Wörtern gälischer Herkunft verwendet, z. B. in loch (dt. 'See'), ebenso in Scots.
- Die phonetische Realisation von /r/ variiert, möglich sind Trills, post-alveolare und retroflexe Approximanten [ɹ], [ɻ] sowie alveolare Taps [ɾ].[6]

### Vokale
|                  | vorne | vorne | fast vorne | fast vorne | zentral | zentral | fast hinten | fast hinten | hinten | hinten |
| ung.             | ger.  | ung.  | ger.       | ung.       | ger.    | ung.    | ger.        | ung.        | ger.   |        |
| geschlossen      | i     |       |            |            |         | ʉ       |             |             |        | u      |
| fast geschlossen |       |       | ɪ          |            |         |         |             | ʊ           |        |        |
| halbgeschlossen  | e     |       |            |            |         |         |             |             |        | o      |
| mittel           |       |       |            |            | ə       | ə       |             |             |        |        |
| halboffen        | ɛ     |       |            |            |         |         |             |             | ʌ      | ɔ      |
| fast offen       |       |       |            |            |         |         |             |             |        |        |
| offen            | a     |       |            |            |         |         |             |             |        |        |

Neben den reinen Vokalen hat das schottische Englisch mehrere Diphthonge: /əi, ae, oe, ʌʉ/.

### Intonation
Es gibt nur wenige Erkenntnisse zur Intonation des schottischen Englisch. Im Wesentlichen gleicht es der Intonation der Received Pronunciation; es gibt jedoch einige Studien, die darauf hindeuten, dass eine fallende Intonation typisch für Fragen und Aussagen im schottischen Englisch ist (mit der Ausnahme von Glasgow).

### Beispiele
Beispiele, die die Aussprache des schottischen Englisch illustrieren, sind:
- meet: /mit/ (statt RP: /mi:t/)
- boot: /but/ (statt RP: /bu:t/)
- bait: /bet/ (statt RP: /beit/)
- cat: /cat/ (statt RP: /cæt/)

Worte, die ferner eine deutlich abweichende schottische Aussprache haben, sind length (/lɛnθ/ statt RP /lɛŋθ/), though (/θo/ statt RP /ðou/) und with (/wɪθ/ statt RP /wɪð/).

## Grammatik

### Morphologie
Eine auffällige Eigenheit des schottischen Englisch ist das Diminutivsuffix -ie, der Vertraulichkeit zwischen Sprecher und Hörer ausdrückt. Beispiele für solche Diminutive sind: lassie (von lass, dt. 'Mädchen'), postie (von postman, dt. 'Postbote') oder pinkie (dt. 'kleiner Finger'). Wortbildungen, die spezifisch für das schottische Englisch sind, sind Komposita wie kirkman ('Mitglied der Kirche von Schottland'), Präfixableitungen wie unchancy ('gefährlich') oder flesher (veraltet für butcher, dt. 'Metzger').

### Syntax
Das schottische Englisch unterscheidet sich in seiner Grammatik nur wenig vom „englischen“ Standardenglisch. Einige Abweichungen sind die folgenden:
- Das schottische Englisch verwendet zum Teil andere Modalverben als das englische Englisch, so z. B. will statt shall mit der Bedeutung 'sollen' oder can statt may in der Bedeutung von 'dürfen'.
- Sprecher des schottischen Englisch benutzen die Verlaufsform bei Verben, die im englischen Englisch in diesem Kontext nicht üblich sind: I'm thinking you're right.
- Sprecher des schottischen Englisch tendieren dazu, den definiten Artikel the häufiger zu verwenden als englische Sprecher: he's at the school (britisches Standardenglisch: he's at school)
- Der Ausdruck „amn’t I?“ wird im schottischen Englisch als Question-Tag verwendet; britisches Standardenglisch hat hier „aren’t I?“, amerikanisches Englisch „ain’t I?“.

## Wortschatz

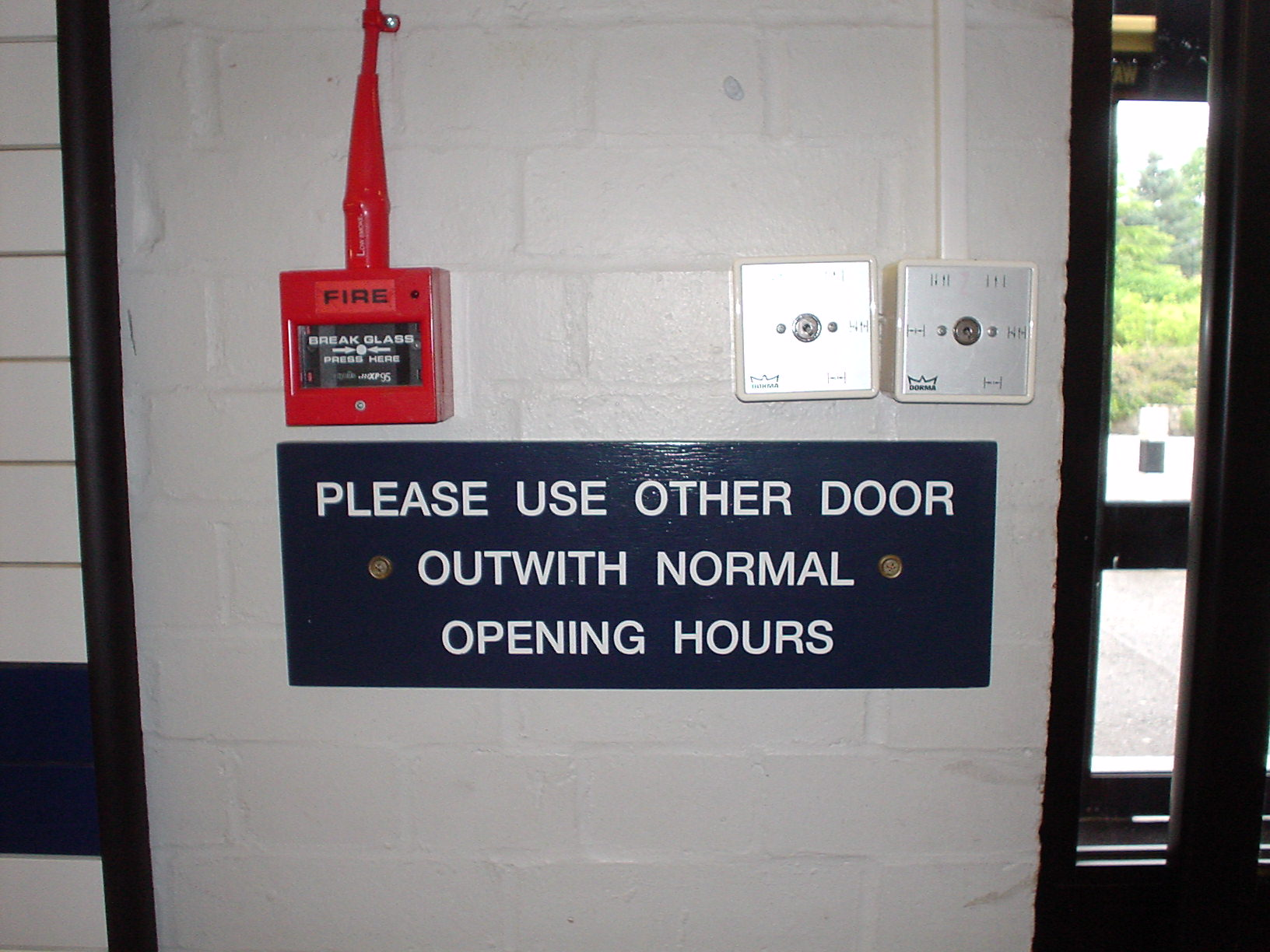
Beispiel einer Verwendung des schottisch-englischen Worts outwith auf einem Schild in Schottland

Der Wortschatz des schottischen Englisch ist größtenteils englischen Ursprungs, aber das schottische Englisch enthält eine Reihe von Lehnwörtern und Vokabeln, die im britischen Standardenglisch nicht oder nicht mehr zu finden sind.
Zum einen enthält der Wortschatz des schottischen Englisch eine Reihe von Lehnwörtern aus dem Gälischen wie z. B. ben („Bergspitze“, „Berg“), loch („See“) oder strath („weites Tal in den Bergen“); einige davon, wie slogan, sind auch außerhalb Schottlands in Gebrauch. Ferner findet man Lehnwörter aus dem Französischen, die aus der Zeit der engen Allianz zwischen Schottland und Frankreich gegen England stammen, z. B. ashet („großer Teller oder Schüssel“) oder gey („beachtlich“). Durch den Kontakt der Schotten mit den Dänen im Königreich Nordhumbrien zwischen dem 7. und 10. Jahrhundert fanden auch skandinavische Wörter Eingang zunächst in englische Dialekte Nordenglands und darüber ins schottische Englisch: gate („Straße“), kirk („Kirche“), lass („Mädchen“).
Ferner findet man im schottischen Englisch noch Vokabular, das im britischen Standardenglisch bereits ausgestorben, aber in englischen Dialekten noch zu finden ist: auld („alt“), burgh („Bezirk“) oder laird („Grundbesitzer“). Man findet outwith als Gegenteil von within (Englisch unterscheidet inside und within, hat jedoch nur outside als Gegenteil von beiden) sowie wee statt little, beispielsweise in a wee bit more.
Schließlich gibt es noch eine Reihe von Termini, die aus dem Rechts- und Bildungswesen stammen oder sich auf die schottische Staatskirche beziehen. Hier spiegelt das Vokabular die Tatsache wider, dass Schottland lange von England unabhängig war und über ein eigenes Rechts- und Bildungswesen verfügte. Beispiele sind advocate (statt barrister), law agent (statt solicitor) oder panel („Angeklagter“/„Angeklagte“).

## Beispiele
Das folgende Hörprobe ist ein Beispiel für einen Schotten mit Mittelklasseakzent aus Renfrewshire:

## Forschung
Die Forschung, die sich mit dem schottischen Englisch befasst, untersucht vor allem die phonologischen, morphologischen und syntaktischen Aspekte, durch die sich das schottische Englisch vom britischen Standardenglisch unterscheidet. Weitere Forschungsfragen sind der Zusammenhang zwischen schottischem Akzent und Identität, phonologische Entwicklungen im schottisch-englischen Grenzgebiet und wie sich schottisches Standardenglisch und Scots gegenseitig beeinflussen.